# 近衛龍春
近衛 龍春（このえ たつはる、1964年 - ）は、埼玉県出身の歴史小説家。本名は飯田春男。
大学を卒業後、オートバイレースに打ち込む。通信会社勤務の後、フリーライターに転職する。その後、ベストセラーズより『時空の覇王』で作家としてデビューする。

## 著書

### 歴史小説

#### 上杉家もの歴史小説
- 『上杉三郎景虎』角川春樹事務所 角川時代小説倶楽部　2001 のち光文社文庫 - 三国一の美将と言われた上杉景虎の一代記。
- 『御館の幻影』光文社 光文社時代小説文庫　2022  - 女装すると女に見える美貌の北条孫九郎（景虎の遺児）を主人公にした上記の続編的作品[1]。
- 『上杉景勝』学習研究社 学研M文庫　2008
- 『高坂弾正 謙信の前に立ちはだかった凛々しき智将』PHP文庫 2006
- 『前田慶次郎 天下無双の傾奇者』PHP文庫 2007
- 『上杉武将伝 戦国最強』PHP文庫 2008
- 『直江兼続と妻お船』PHP文庫 2008
- 『直江山城守兼続』講談社文庫 2009
- 『前田慶次郎と直江兼続』PHP文庫 2009

#### 大名サバイバルシリーズ
- 『毛利は残った』毎日新聞社 2009 - 山陰山陽112万石から防長29万石に転落した毛利輝元の「守成は創業より難し」奮闘記。のち角川文庫 2022
- 『島津は屈せず』毎日新聞社 2011 - 「島津に暗君なし」島津義久ら四兄弟の豊臣・徳川との交渉と執念の物語。のち毎日文庫 2024
- 『南部は沈まず』日本経済新聞出版社 2012 - 高水寺・斯波氏、田鎖・閉伊氏、遠野・阿曽沼氏を滅ぼし、「三日月の丸くなるまで南部領」南部信直の野望と誤算を描く。のち角川文庫 2024

#### ノンシリーズ
- 『織田信忠 「本能寺の変」に散った信長の嫡男』PHP文庫 2004
- 『佐竹義重 伊達も北条も怖れた常陸の戦国大名』PHP文庫 2005
- 『嶋左近』学研M文庫 2005
- 『佐竹義宣 秀吉が頼り、家康が怖れた北関東の義将』PHP文庫 2006
- 『武田家臣団 信玄を支えた24将と息子たち』学研M文庫 2006
- 『鑓の才蔵 関ヶ原の鬼武者』双葉文庫 2006
- 『片倉小十郎景綱 伊達政宗を奥州の覇者にした補佐役』PHP文庫 2007
- 『蒲生氏郷』学研M文庫 2007
- 『剣鬼疋田豊五郎』光文社文庫 2007
- 『黒田長政 関ヶ原で家康に勝利をもたらした勇将』PHP文庫 2008
- 『神速の剣』PHP研究所 2010 『居合林崎甚助』PHP文芸文庫 2014改題
- 『伊達成実 秀吉、家康、景勝が欲した奥羽の猛将』PHP文庫 2010
- 『長宗我部元親』講談社文庫 2010
- 『浅井長政とお市の方』PHP文庫 2011
- 『水の如くに 柔術の祖・関口柔心不敗の生涯』光文社時代小説文庫　2011
- 『慶長・元和大津波 奥州相馬戦記』毎日新聞社 2012ISBN 978-4620107806 『奥州戦国に相馬奔る』 実業之日本社文庫 2020改題
- 『真田信綱 弟・昌幸がもっとも尊敬した真田家随一の剛将』PHP文庫 2013
- 『裏切りの関ケ原』日経文芸文庫 2015
- 『真田義勇伝 二人の六郎記』光文社文庫 2015
- 『長宗我部最後の戦い』講談社文庫 2015
- 『戦って候 不屈の武将・山上道牛 』2016 KADOKAWA 『兵、北の関ヶ原に消ゆ　前田慶次郎と山上道牛』 角川文庫 2023改題
- 『九十三歳の関ヶ原 弓大将大島光義 』新潮社 2016 新潮文庫 2019
- 『加藤嘉明「賤ヶ岳七本鑓」知られざる勇将』 PHP文庫 2017
- 『忠義に死す 島津豊久』KADOKAWA 2019 『島津豊久 忠義の闘将』角川文庫 2021改題
- 『武士道 鍋島直茂』 実業之日本社 2019　実業之日本社文庫 2022
- 『脇坂安治 七本鑓と水軍大将』実業之日本社 2021
- 『家康の女軍師』新潮文庫 2021
- 『家康の血筋』実業之日本社 2023

### 架空戦記

#### 上杉仮想戦記シリーズ
- 『上杉神将伝 書下ろし歴史仮想戦記』全3冊　ベストセラーズ ワニの本 1998-99 - 謙信が死なず、越前衆・若狭衆も加え近畿を制圧していく。
- 『毘将星伝 謙信を継ぐ者』全3冊　ベストセラーズ ワニの本 2000-01 - 御館の乱で敗北した景虎が生きている設定の歴史ＩＦ。
- 『上杉覇龍伝 書下ろし歴史仮想戦記 2』ベストセラーズ ワニの本 2003

#### 密命（ミッション）シリーズ
- 『本能寺の鬼を討て』光文社文庫 2006
- 『川中島の敵を討て』光文社文庫 2007
- 『坂本龍馬を斬れ』光文社時代小説文庫　2009

#### その他の架空戦記
- 『時空の覇王 戦国放浪者信長』全3冊 ベストセラーズ ワニの本 1997 - 98
- 『流血鬼信長 餓狼戦国史』全3冊 コスミックインターナショナル コスモノベルス 2001
- 『北条戦国記 氏邦初陣』角川春樹事務所 角川時代小説倶楽部 2002
- 『柳生魔斬刀』小学館文庫 2003
- 『忍城の姫武者』ぶんか社文庫 2009
- 『武田の謀忍』光文社文庫 2013

### 歴史考察・評論など
- 『大いなる謎関ヶ原合戦 家康暗殺計画から小早川裏切りの真相まで』PHP文庫 2005
- 『謀殺の川中島 闇の風林火山』双葉文庫 2007
- 『謀略の三方ヶ原 闇の風林火山』双葉文庫 2007
- 『信長闇殺の秘史』ぶんか社文庫 2008